# Уокър
„Уокър“ (на английски: Walker) е американски екшън криминален сериал, който се излъчва по The CW. Той е рийбут на уестърн сериала „Уокър, тексаският рейнджър“ от 1993 г. до 2001 г.
Главната роля се изпълнява от Джаред Падалеки. Премиерата на сериала се излъчва на 21 януари 2021 г. През февруари 2021 г. сериалът е подновен за втори сезон, който е излъчен премиерно на 28 октомври 2021 г.
В България сериалът е излъчен на 14 септември 2021 г. по Фокс. Дублажът е на студио Про Филмс. Ролите се озвучават от Ася Рачева, Мими Йорданова, Момчил Степанов, Борис Кашев и Радослав Рачев.